# Жар-птица (албум)
Жар птица је трећи студијски албум српске поп певачице Александре Радовић издат под издавачком кућом Сити рекордс 19. јула 2009. Албум је постигао огроман успех и самим тим прославио Александру Радовић. Распродат је у два тиража. Са албума су се издвојиле песме као што су Бивши драги, Ни задњи ни први, Отпиши све бивше и Немој.

## Снимање и продукција
На свом трећем студијском албуму, Радовићева је радила са ауторима са којима је радила и на своја претходна два албума а то су Александра Милутиновић, Горан Ковачић, Дарко Димитров и Никша Братош. Такође, и она сама је била текстописац 4 песме а то су песме Бивши драги , Немој , Одавно , Све бих дала за нас. За Александру Радовић песму Ни задњи ни први написао је легендарни хрватски певач Арсен Дедић, док је текст за песму Брод будала написала Љиља Јорговановић. Продуцент осам песама јесте био Никша Братош, док је за преостале четири био задужен Дарко Димитров. Све песме су биле снимане у студијима "Croatia records" у Загребу, "Dimitrovi" у Скопљу и у студију „Загрљај“ у Београду. Приликом једног интервјуа, Радовићева је изјавила да ће на овом албуму песме имати више R&B звук као песме Бијонсе и Џенифер Хадсон, али да ће такође бити песама њеног препознатљивог поп звука.

## Комерцијални успех
Албум је врло брзо након пуштања у продају постао веома популаран. У Србији, Македонији, Црној Гори и Босни и Херцеговини је био најпродаванији албум 3 месеца. Иако је Радовићева била популарна и пре издавања овог албума, сада је постала још популарнија по свом препознатљивом вокалу највише у Македонији где пре овог албума и није била толико позната. Албум је успео да задржи водеће позиције на топ-листама дуго време. По ИПС-овој топ 10 листи најпродаванијих албума у септембру албум је и даље био на водећој позицији. Жар птица је постао један од 3 најпродаванија албума у 2009. по извештају СОКОЈ-а из 2011. године.

## Синглови
Као промотивни сингл издата је песма Немој у марту 2009.
Песма Бивши драги послужила је као други сингл са овог албума. Песма је постала велики хит и једна од Александриних најпознатијих песама. Често је песма била окарактерисана као женска химна. Песма је, такође, освојила топ позиције на скоро свим Радио-топ листама.

## Турнеја
Радовићева је објавила да ће турнеја уочи њеног новог албума почети у Сава центру и да ће поред тога обићи још 20 већих градова у Србији, и која ће такође обићи и Македонију и Босну и Херцеговину. Због великог интересовања објављено је да ће бити 2 концерта у Сава центру. Тиме је Александра Радовић постала први женски извођач који је одржао 2 концерта у Сава центру за редом. Концерти су били планирани за 18. и 19. новембар али су померени за 1. и 5. децембар због изненадне смрти Патријарха Павла.

## Списак песама
| Бр. | Назив песме         | Текстописац               | Продуцент      | Трајање |
| --- | ------------------- | ------------------------- | -------------- | ------- |
| 1.  | Бивши драги         | Александра Радовић        | Никша Братош   | 4:31    |
| 2.  | Брод будала         | Љиља Јорговановић         | Дарко Димитров | 3:29    |
| 3.  | Далеко од очију     | Александра Милутиновић    | Братош         | 2:57    |
| 4.  | Отпиши све бивше    | Милутиновић, Јорговановић | Братош         | 3:52    |
| 5.  | Мирно море          | Горан Ковачић             | Братош         | 4:29    |
| 6.  | Ни задњи ни први    | Арсен Дедић               | Братош         | 4:05    |
| 7.  | Да те не волим бар  | Милутиновић               | Братош         | 6:02    |
| 8.  | Немој               | Радовић                   | Димитров       | 4:08    |
| 9.  | Одавно              | Радовић                   | Братош         | 4:51    |
| 10. | Не реци ми          | Милутиновић               | Братош         | 4:58    |
| 11. | Све бих дала за нас | Радовић                   | Димитров       | 3:51    |
| 12. | Где је ту љубав?    | Милутиновић               | Димитров       | 4:09    |